# RENFE-Baureihe 102

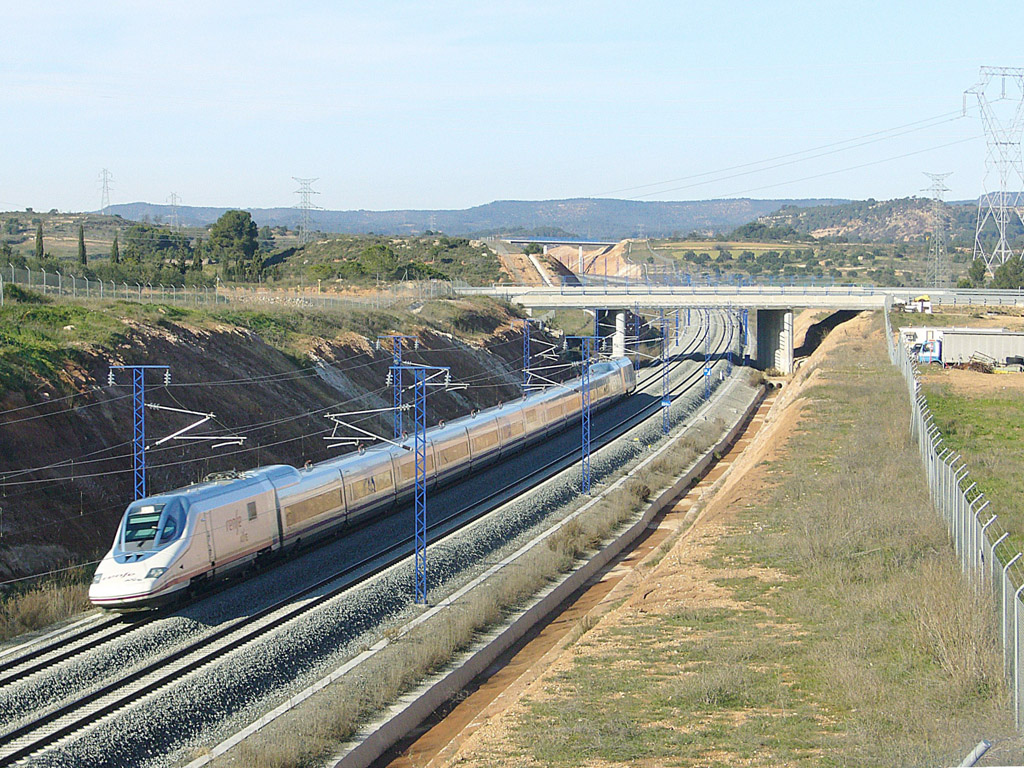
Ein Triebzug der BR 102 auf der Schnellfahrstrecke Madrid–Barcelona–Französische Grenze zwischen Madrid und Camp de Tarragona

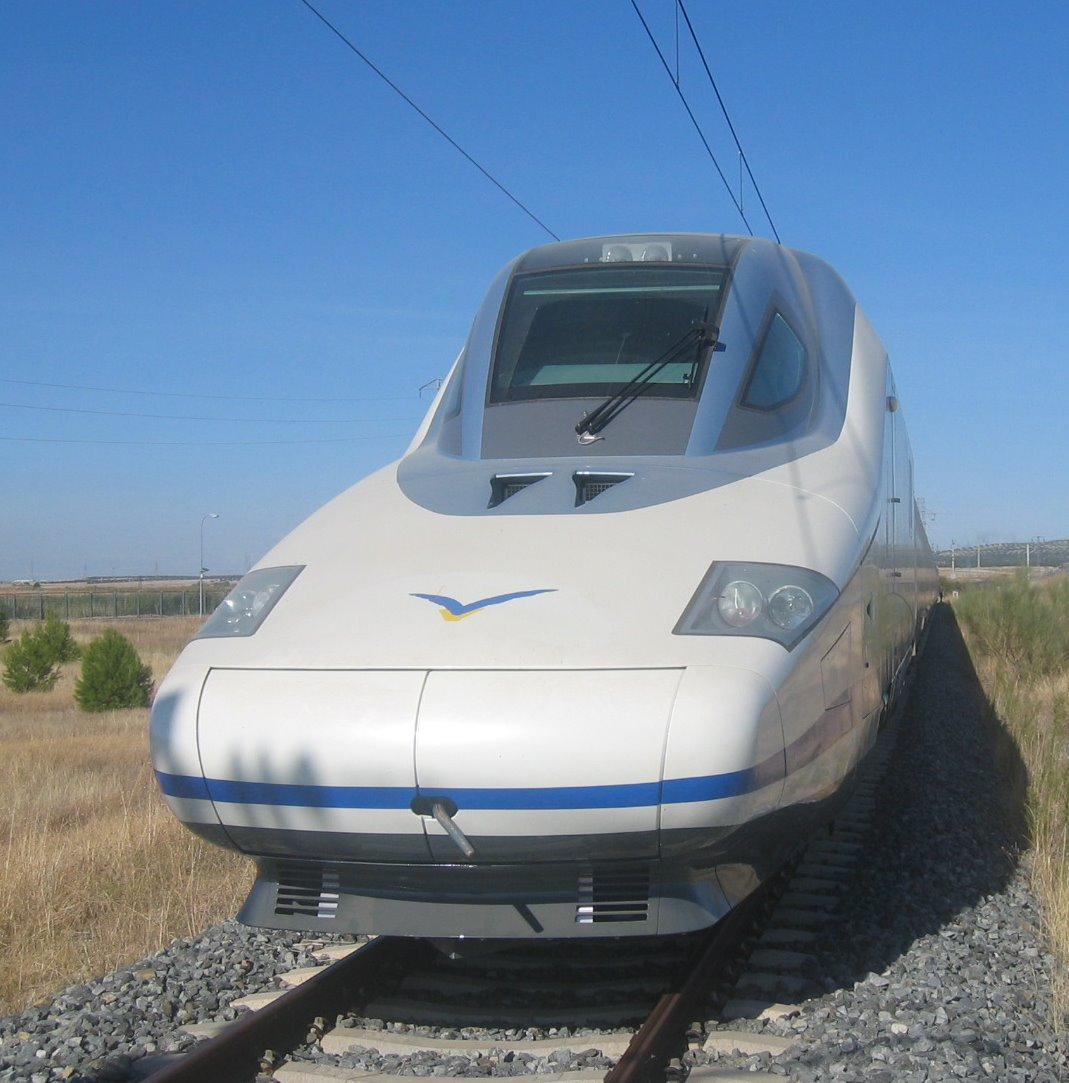
Triebzug Baureihe 102 in La Sagra

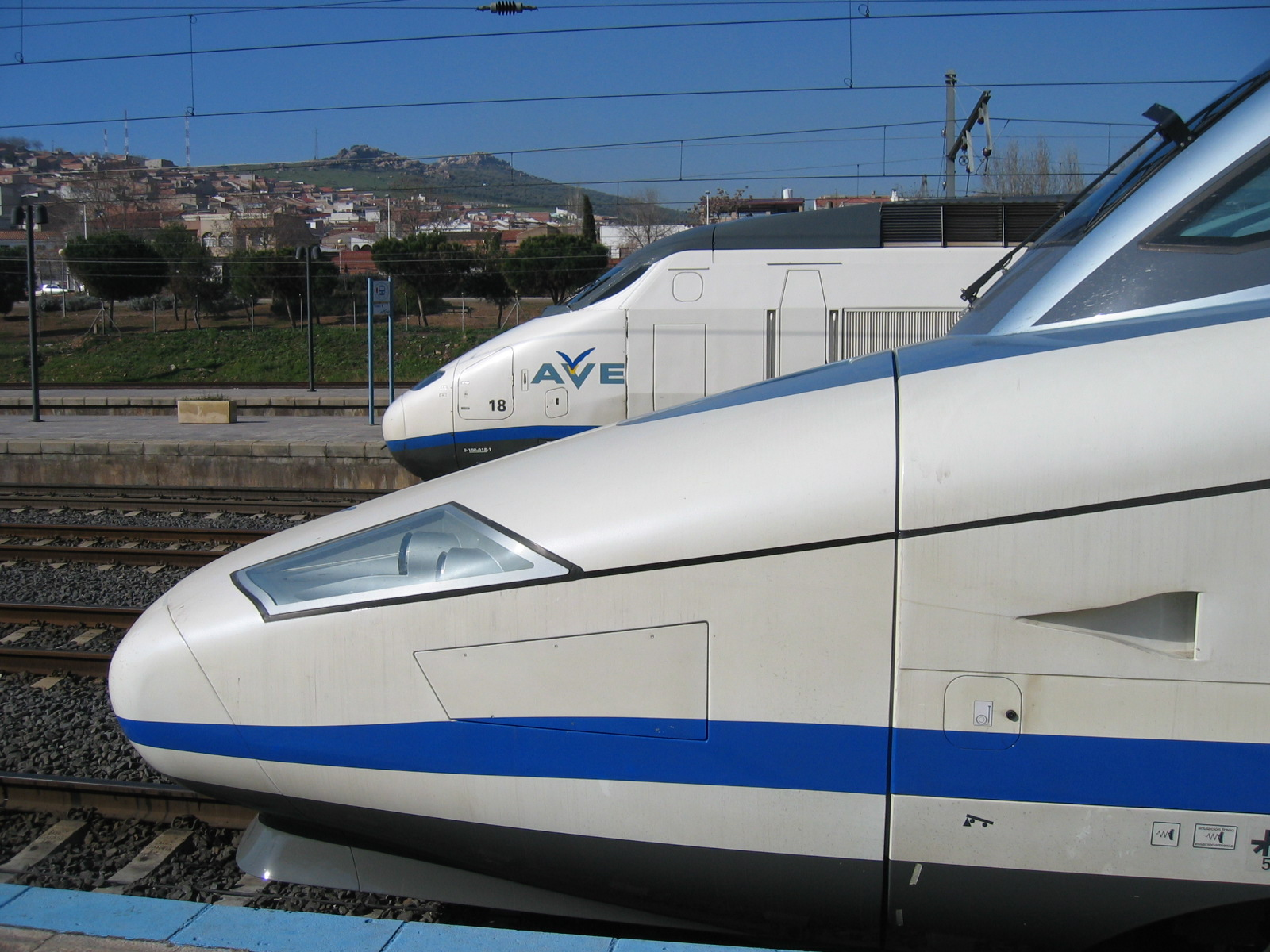
Nasen der BR 102 und 100

Die Einheiten der RENFE-Baureihe 102 (auch: Talgo 350 (Herstellerbezeichnung Talgo), HSP 350 (Herstellerbezeichnung Bombardier)), spanisch umgangssprachlich El Pato (deutsch: die Ente), sind spanische Hochgeschwindigkeitszüge, die unter dem Markennamen AVE von Renfe betrieben werden. Insgesamt 16 Einheiten wurden von einem Konsortium von Patentes Talgo und Bombardier Transportation gebaut. 2004 bestellte die Renfe 30 weitere Einheiten, die 2010 geliefert und wegen einiger Änderungen in die Baureihe 112 eingeordnet wurden.

## Aufbau und Ausstattung
Jeder Zug besteht aus zwei Triebköpfen mit je vier Megawatt Dauerleistung. Dazwischen sind zwölf niederflurige (Fußbodenhöhe von 760 mm) Wagen vom Typ Talgo XXI eingereiht.
Eine Einheit der ersten Serie bietet 316 Sitzplätze in drei Klassen: Sechs Wagen sind der Turista-Klasse (195 Sitze), drei Wagen der Preferente- (76 Sitze) und zwei Wagen der Club-Klasse (45 Sitze) zugeordnet. Der in der Mitte eingereihte Barwagen ist durch weiter oben eingebaute Fenster erkennbar. Alle Sitze können in Fahrtrichtung gedreht werden, der Sitzabstand liegt in allen drei Klassen bei einem Meter. In der höchsten Klasse (Club) ist ein Konferenzabteil vorhanden, über den Zug verteilt sind mehrere Bordküchen. Der Zug verfügt über ein Video- und Audiosystem mit jeweils mehreren Kanälen, Steckdosen am Platz, Leseleuchten und ein GPS-basiertes Fahrgastinformationssystem.
Die zweite Serie (112) verfügt durch den Wegfall der Preferente-Klasse über mehr Sitzplätze, davon 292 in der Turista- und 71 in der Club-Klasse.

## Technik

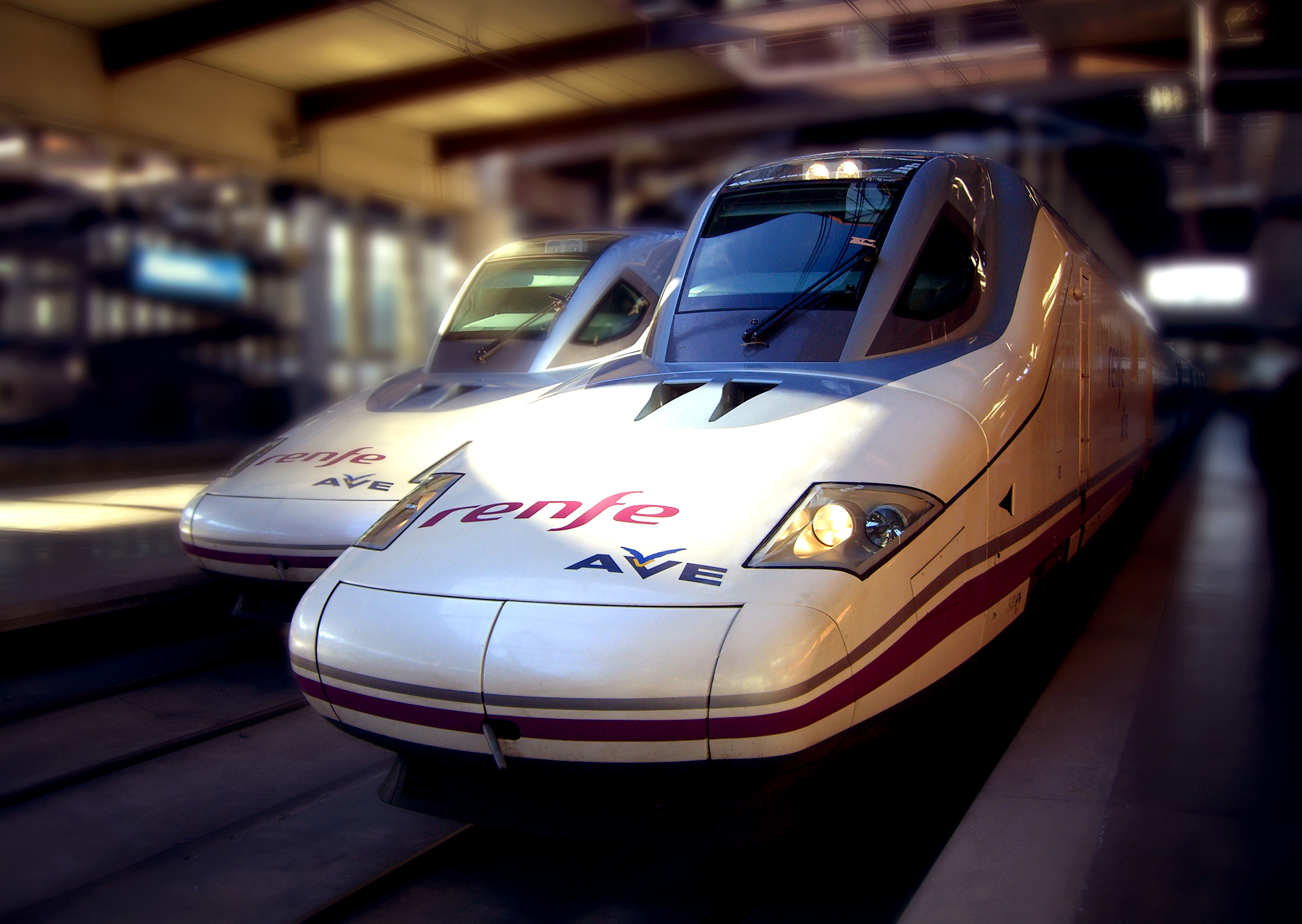
Zwei Züge der Baureihe 102, hier sowohl mit AVE- als auch mit Renfe-Logo

Das charakteristische „Entenschnabel“-Design war das Ergebnis aerodynamischer Optimierungen. Insbesondere sollte damit auch die Seitenwindempfindlichkeit und die Anfälligkeit für den Tunnelknalleffekt verringert werden. Die Führerstände sind mit zwei seitlichen Notluken versehen, über die sie der Triebfahrzeugführer bei einem Brand im Maschinenraum verlassen kann. Die Bedienelemente sind ähnlich dem DB-Einheitsführertisch angeordnet, damit die Bedienung möglichst derjenigen der Züge der RENFE-Baureihe 103 entspricht. Zu den Besonderheiten der Triebköpfe zählen auch zwei seitlich angeordnete Videokameras zur Überwachung der Wagen an Bahnsteigen, deren Bilder auf einem Monitor im Führerstand wiedergegeben werden.
Jeder Triebkopf verfügt über zwei wassergekühlte IGBT-Stromrichter, die die vier Fahrmotoren antreiben, welche von den ICE-1-Zügen abgeleitet sind. Die Dauerleistung je Triebkopf liegt bei 4000 kW, die maximale Bremsleistung beträgt 4200 kW (rheostatisch) bzw. 8800 kW (Rückspeisung). Zusätzliche Bremswiderstände ermöglichen dynamisches Bremsen unabhängig von der Fahrdrahtspannung und der Aufnahmefähigkeit des Netzes. Während des Befahrens von Schutzstrecken werden die Hilfsbetriebe der Triebköpfe und die Komforteinrichtungen des Zuges über die generatorisch arbeitenden Fahrmotoren weiterhin mit Energie versorgt (Stützbremsbetrieb).
Die angetriebenen Achsen wurden für eine Radsatzlast von 17 t ausgelegt. Die Stromabnehmer (Typ DSA380E) verkraften eine maximale Stromaufnahme von 450 A bei 25 kV. Die beiden Triebköpfe der Serienzüge sind über eine Dachleitung verbunden, sodass nur der hintere Stromabnehmer angelegt werden muss.
2002 entschied die Renfe, die Züge mit ETCS (Level 1 und 2) sowie LZB auszurüsten.
Die Wagenzüge sind von denen der Bauart Talgo 7 abgeleitet worden. Zur Verringerung von Lastspitzen bei hohen Geschwindigkeiten wurden die Laufwerksportale mit einer zusätzlichen Primärfederung in Form von Schraubenfedern versehen. Umspurbar sind die Fahrzeuge nicht. Wie bei den Talgo 7 ist der Speisewagen der Wagen mit zwei Laufwerken, damit sind die Endwagen wagenbaulich identisch. Im Gegensatz zu den übrigen Talgo Pendular einschließlich Talgo 7 und den Triebzügen der Reihe 130 sind die Laufwerksportale seitlich verkleidet. Wagenzug und Triebköpfe werden mit Schalenmuffenkupplungen verbunden, der Einbau von Seitenpuffern und Schraubenkupplungen ist an dieser Stelle konstruktiv möglich. Für die Reinigung kann jede Einheit mittels Schlüsselschaltern in den Wagen in Betrieb genommen werden, wobei die Triebköpfe sich selbständig aufrüsten und den Wagenzug mit Energie versorgen, ohne dass dazu ein Führerstand betreten werden muss.

## Geschichte

### Prototyptriebkopf Talgo 350
Renfe beauftragte im April 1998 Adtranz und Patentes Talgo, S.A. mit der Fertigung eines Prototyptriebkopfes. Dieser wurde, aufgrund der Auslegungsgeschwindigkeit von 350 km/h, als Talgo 350 bezeichnet. Adtranz steuerte die Traktionsanlage sowie die Leit-, Sicherungs- und Kommunikationstechnik bei, während der Fahrzeugkasten im Auftrag von Talgo bei Siemens-Krauss-Maffei gefertigt wurde. Darüber hinaus wurden sechs Wagen mit Talgo-Pendular-System gefertigt. Mit dem Design wurde das Münchner Designbüro Haslacher beauftragt. Der gesamte Zug hatte eine Länge von rund 200 m und war mit Vielfachsteuerung für den Betrieb mit einer weiteren Einheit ausgelegt. Der Triebkopf wurde auch als Demonstrator bezeichnet und später in Talgo-Tradition auf den Namen Virgen del Pilar getauft. In die Konzeption des Fahrzeugs flossen eine Reihe von Erkenntnissen mit ein, die zwischen 1988 und 1994 bei Versuchsfahrten mit Talgo-Pendular-Fahrzeugen auf dem deutschen Hochgeschwindigkeitsnetz gewonnen wurden.
Am 6. September 1999 wurde der Fahrzeugkasten aus dem Münchener Werk Krauss-Maffeis auf dem Straßenweg zu Adtranz in die Schweiz transportiert. Dort erfolgten die elektrische Ausrüstung und Endmontage. Der knapp 68 t schwere Prototyptriebkopf wurde im März 2000 als vorletzte Lokomotive aus dem Adtranz-Werk Zürich geliefert, bevor dieses geschlossen wurde. Der Triebkopf hatte einen Führertisch ähnlich der SBB Re 460.
Der Triebkopf wurde am 21. März 2000 in Spanien übergeben. Noch im gleichen Monat wurde in Madrid ein Zug mit sechs Talgo-Wagen gebildet.
Das Erprobungsprogramm begann im Juni 2000. In Spanien folgten auf der Neubaustrecke Madrid–Sevilla Inbetriebsetzungs- und Messfahrten mit dem neuen Triebkopf und sechs Talgo-Wagen. Am 22. November 2000 erreichte der Zug, zwischen Malagón und Mora erstmals 300 km/h. Am 24. Februar 2001 stellte der Talgo 350 genannte Zug mit 359 km/h einen neuen spanischen Schienen-Geschwindigkeitsrekord auf. (eine spätere Quelle spricht von 356 km/h) Dieser Rekord wurde am 11. Oktober 2002 geringfügig überboten: um 10:55 Uhr wurde 362 km/h erreicht. Nach weiteren Untersuchungen fiel die endgültige Designentscheidung für die Serientriebköpfe. Der Prototyp-Triebkopf legte indes bis zum Frühjahr 2003 rund 45 000 km zurück.

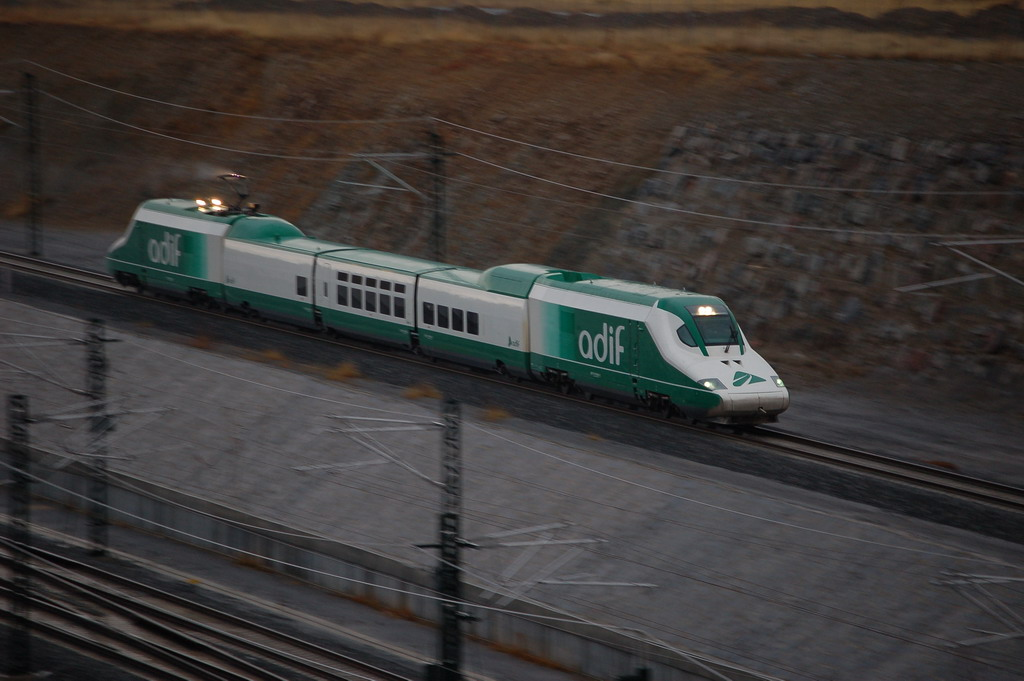
Der als ADIF-Baureihe 330 verkehrende Mess- und Versuchszug bei Versuchsfahrten auf der Neubaustrecke Madrid–Valladolid (November 2007)

Nach Abschluss der Versuche wurde der Prototypenzug vorerst in der Unterhaltsanlage Montagut an der Schnellfahrstrecke Madrid–Barcelona westlich von Lleida abgestellt. Später wurde der Zug von GIF übernommen, welche ihn ab 2003 durch Patentes Talgo, S.A. zum fünfteiligen Fahrleitungs- und Gleismesszug umbauen ließ (ADIF-Baureihe 330). Der Zug besteht nun nur noch aus dem Triebkopf, drei Mittelwagen und einem neugefertigten Steuerwagen, der eigentlich ein Triebkopf ohne Fahrmotoren ist. GIF wurde unterdessen in ADIF eingegliedert, so dass der Zug nun die grüne Farbgebung des neuen Betreibers trägt.

### Erste Lieferserie, Baureihe 102
Anfang 1999 schrieb die RENFE 32 Hochgeschwindigkeitszugeinheiten für die 2004 zur Eröffnung vorgesehene Schnellfahrstrecke Madrid–Barcelona international aus. Ein Konsortium aus Talgo und Adtranz (Bombardier) beteiligte sich mit dem Projekt Talgo 350 an dieser Ausschreibung. Die drei weiteren Anbieter waren AnsaldoBreda mit dem ETR 500, Siemens Transportation Systems mit dem Velaro und Alstom/CAF mit drei Varianten des TGV. Eine wesentliche Bedingung war, dass die Produktion der Züge weitgehend in Spanien stattfindet und die Wartung im Land durch den Hersteller übernommen werden kann.
Am 24. März 2001 beschlossen der Verwaltungsrat der RENFE einstimmig, den Auftrag aufzuteilen: Neben dem Talgo-Konsortium, das mit der Fertigung von 16 Talgo-350-Triebzügen beauftragt wurde, erhielt Siemens den Auftrag für 16 Velaro-Triebzüge. Das Gesamtinvestitionsvolumen wurde auf 124 Milliarden Pesetas (740,4 Millionen Euro) beziffert; in diesem Betrag war die ebenfalls vorgesehene Wartung und Instandhaltung über 14 Jahre noch nicht enthalten. Der Anteil von Bombardier/Talgo lag bei rund 338,5 Millionen Euro, wovon 136 Millionen Euro auf Bombardier entfielen. Binnen 30 Monaten sollten die ersten Züge ausgeliefert werden. Pro Monat sollten dabei zwei Züge übergeben werden. Im April 2003 begann die Serienfertigung.
Siemens Krauss-Maffei baute die Triebkopfkästen (der weitgehend dem ICE 1 und ICE 2 entspricht), die Drehgestelle wurden von Bombardier in Siegen hergestellt. Bei Bombardier in der Schweiz entstanden die Traktionsanlage, Antrieb, Stromabnehmer und Leit- und Kommunikationstechnik. Die Kühlanlagen lieferte Behr (Stuttgart) zu.
Die ersten vier Triebköpfe wurden im Bombardier-Werk Kassel endmontiert, die restlichen 28 Triebköpfe bei Talgo im Werk Las Matas II (bei Madrid), wo zwei Gleise als Produktionsgleise für Bombardier hergerichtet und auch die Mittelwagen gebaut wurden. Die fertigen Züge wurden auf Breitspurrollböcken zum Unterhaltswerk Las Sagra in der Nähe von Toledo gebracht, wo die Inbetriebsetzungsfahrten stattfanden.
Die ersten beiden Serientriebköpfe wurden im März 2003 geliefert. Bis Dezember 2004 wurde der Rest der Serie ausgeliefert.
Gegenüber dem Prototypzug erhielten die Serientriebzüge einen weiß-blauen Anstrich. Seit 2005 werden sie im neuen Design der Renfe umgestaltet, mit einem violetten Farbstreifen (Pantone 2425 C) und einem grauen Begleitstreifen.
Kurz nach Beginn der Zulassungsfahrten verunglückte eine Einheit mit dem an der Spitze laufenden Triebkopf 9 102 003 bei Urda.
Die Auslegungsgeschwindigkeit der Serienzüge ist 330 km/h. Diese Höchstgeschwindigkeit sollte der Ausschreibungsbedingung von zweieinhalbstündiger Fahrzeit zwischen Madrid und Barcelona genügen. Experten führen diese Reduzierung gegenüber ursprünglichen Plänen auf Kostengründen zurück, die aus den bei noch höheren Geschwindigkeiten stark ansteigendem Leistungsbedarf entstammen.
Bei Zulassungsfahrten sind Fahrten mit einer Geschwindigkeitsüberhöhung von 10 % erforderlich. Während der Zulassungsfahrten wurde in der Nacht vom 25. auf 26. Juni 2004 ein neuer spanischer Geschwindigkeitsrekord von 365 km/h erreicht.

#### Betriebsaufnahme
Die ersten acht Einheiten nahmen am 26. Februar 2005 den Regelbetrieb auf der Hochgeschwindigkeitsstrecke Madrid–Barcelona, im fertiggestellten Abschnitt zwischen Madrid und Lleida, mit vier täglichen Zugpaaren (samstags drei) auf. Da die Zulassung der Führerstandssignalisierung noch ausstand, war die zulässige Höchstgeschwindigkeit zunächst auf 200 km/h beschränkt.
Die Höchstgeschwindigkeit wurde mit Inbetriebnahme des Zugbeeinflussungssystems ETCS Level 1 schrittweise erhöht, seit dem 7. Mai 2007 fahren die Züge mit der vorerst anvisierten Höchstgeschwindigkeit von 300 km/h.
Nach Stabilisierung des Zugbeeinflussungssystems ETCS Level 2 sollten die Züge ursprünglich die 651 km lange Relation Madrid–Barcelona in einer Fahrzeit von etwa zwei Stunden und 30 Minuten, bei einer Höchstgeschwindigkeit von 330 km/h, zurücklegen. Heute jedoch werden auf dieser Strecke vor allem die Einheiten der Reihe 103 eingesetzt. während die 102 für Zugläufe mit Zwischenhalten eingesetzt sind, mit Fahrzeiten zwischen 2 Stunden, 57 Minuten und 3 Stunden, 23 Minuten.

### Zweite Lieferserie, Baureihe 112
Der Verwaltungsrat der RENFE beschloss auf zwei Sitzungen Ende Februar und Anfang März 2004 die Beschaffung von 141 weiteren Hochgeschwindigkeitszügen, darunter 30 Talgo-350-Einheiten im Gesamtwert von 600 Millionen Euro.
Die Fahrzeuge wurden für die Linien (Madrid)–Córdoba–Málaga und Madrid–Valencia beschafft und von August 2008 bis Dezember 2010 ausgeliefert.
Für diese Serie wurden die Kasten der Triebköpfe bei Renfe Integria in Málaga gebaut, wo auch ein Teil der Zwischenwagen gefertigt wurde. Die übrigen Zwischenwagen wurden bei Talgo in der Nähe von Madrid gebaut.
Die Einheiten der Baureihe 112 entsprechen in ihrer Konfiguration, äußeren Abmessungen und technischen Daten weitgehend denen der Reihe 102. Die wichtigsten Unterschiede sind der Wegfall einer Küche, die Reduktion auf zwei Wagenklassen mit dadurch erhöhter Sitzplatzkapazität und eine Erweiterung der behindertengerechten Zonen.
Der Prototyp G3 des Talgo Avril ist als Baureihe 112.6 eingereiht.